# 訴訟終了宣言
訴訟終了宣言（そしょうしゅうりょうせんげん）とは、ある訴訟が終了しているか否かについて争いが生じた場合において、訴訟がすでに終了していると裁判所が判断したときに行う宣言。民事裁判・刑事裁判のいずれにおいても行われることがあるが、条文上の根拠はなく、裁判実務における運用として定着したものである。

## 民事裁判
民事裁判において、訴えの取下げ（民事訴訟法第262条）、請求の放棄・認諾、裁判上の和解（同法第267条）等があった場合には訴訟は終了するが、これらの訴訟の終了原因が錯誤や詐欺によって生じたものであると一方当事者が主張するなどして、これらの原因の効力の有無に争いが生じる場合がある。こうした場合、効力を争う側は、期日指定の申立て（同法第93条第1項）を行い、訴訟の終了原因がないことを争うことができるとされる。このような申立てを受けた裁判所は、必ず口頭弁論を開いて審理を行い、訴訟の終了原因がないと判断したならば審理を続行し、訴訟の終了原因があると判断したならば訴訟終了宣言を行うこととする判例法理が定着している。
また、訴訟の係属中に当事者が死亡して訴訟を受け継ぐ者（民事訴訟法第124条）がおらず、訴訟手続を終了する必要がある場合や、裁判の脱漏（同法第258条）があるとして追加の判決を申し立てられた場合に、裁判所がその申立に理由はない（つまり、裁判に脱漏はない）と判断した場合にも行われることがある。

### 上訴の取扱い
民事裁判においては、訴訟終了宣言は判決によってなされることが通例である。よって、これに対して不服がある場合には上訴することが可能である。
この場合、上訴審裁判所において、原審の行った訴訟終了宣言が妥当と判断されれば上訴は棄却されるのに対し、原審の行った訴訟終了宣言が妥当でないと判断された場合には、訴訟終了宣言判決は訴訟判決の一種と考えられていることから、同法第307条が類推適用され、原則として原審に差し戻されるが（同条本文）、事件につき更に弁論をする必要がないときに限り自判が可能と解されている（同条ただし書）。
当該自判を行うに際しては、上訴したのが当事者の片方だけであった場合、何が当事者にとっての不利益かが一義的に明らかではないため、不利益変更禁止の原則（同法第304条）との関係が問題となることがある。判例においては、訴訟上の和解の有効性が争われた事案において、第一審が当該和解を有効として訴訟終了宣言判決を行い、これに被告のみが控訴した場合、控訴審裁判所が第一審判決を取り消した上で原告の請求を一部認容する内容の自判をすることは、当該和解の内容に関わらず形式的に被告にとって不利益と言えるので、不利益変更禁止の原則の抵触すると判断している。

### 訴訟終了宣言判決の例
- 朝日訴訟…生活保護の受給権は一身専属権であり、保護費の減額処分に対する不服申立を棄却した裁決の取消訴訟は訴訟承継の対象にならないとして、原告の死亡により訴訟終了宣言判決を行った事例。

- 最高裁判所第一小法廷平成5年（オ）第589号…人事訴訟である離婚請求訴訟において、原告が行った請求の放棄が有効かどうかが争われた事件につき、放棄は有効であるとして訴訟終了宣言判決を行った事例[9]。

- 知的財産高等裁判所平成27年（ネ）第10045号…裁判の脱漏を理由に行われた口頭弁論期日指定の申立てにつき、裁判の脱漏はないとして訴訟終了宣言判決を行った事例。

## 刑事裁判
刑事裁判では、上訴の取下げの効力を被告人が争った場合に行われることがある。被告人は、上訴を行っても任意に取下げることができるが（刑事訴訟法第359条）、その場合には取下げにより事件は直ちに終了し、上訴する前の判決が確定する。
しかし、上訴の取下げは判決の確定という取り返しのつかない効果を生じることから、特に取下げによって死刑判決が確定した事件を中心に、被告人は取下げの意味を理解していなかった、取下げ当時被告人には訴訟能力がなかった、取下げは精神病の影響によるものである等、上訴の取下げは無効であるから公判を再開すべきとの主張を、被告人やその弁護人が行う場合がある。このような上訴の取下げの効力を争うための制度は、刑事訴訟法上に規定がない。しかし、現実に取下げの効力に争いが生じている以上、これを無視するのは妥当ではないため、こうした主張を受けた裁判所は取下げの効力について判断を行い、取下げが無効と判断したのであれば上訴審の審理を再開し、取下げが有効と判断したのであれば訴訟終了宣言によって事件が終了したことを明らかにするといった運用が、裁判実務において定着している。
なお、刑事裁判においては、民事裁判と異なり、訴訟終了宣言は決定によって行われることが通例である。また、通常、高等裁判所の決定に対しては抗告をすることはできないが（刑事訴訟法第482条第1項）、高等裁判所の行った訴訟終了宣言の決定は判例法理上「即時抗告をすることができる旨の規定がある決定」として取り扱われるため、3日以内にその高等裁判所に異議の申立をすることができる（同条第2項）。これに対し、最高裁判所が行った訴訟終了宣言の決定については、不服を申立てることができない。

### 訴訟終了宣言決定の例
- ピアノ騒音殺人事件…パラノイア患者の控訴の取下げを有効として訴訟終了宣言決定を行った事例。

- 藤沢市母娘ら5人殺害事件…死刑判決の重圧から逃れるため、早く死刑になりたいという動機をもって行われた控訴の取下げは、真意に出たものであるとして訴訟終了宣言決定を行った事例[19]。